# میکائو اوسویی
میکائو اوسویی (انگلیسی: Mikao Usui؛ زاده ۱۵ اوت ۱۸۶۵ درگذشته ۹ مارس ۱۹۲۶) یک ریکی اهل ژاپن بود.